# أخلاق حملة القرآن
أخلاق أهل القرآن، أو أخلاق حملة القرآن، هو كتاب إسلامي من تأليف أبي بكر محمد بن الحسين بن عبد الله الآجُرِّيّ البغدادي (ت360هـ)، من الكتب التي تتناول موضوع القرآن الكريم. وتتمثل أهمية الكتاب في كونه يتناول موضوعًا مهمًا في الدين الإسلامي وهو القرآن الكريم وفضائل حملته وصفاتهم وما يتعلق بآداب تلاوته والتعبد به.
وقد ذكر فيه المؤلف أخلاق أهل القرآن وهو المقصود من الكتاب، كما ذكر الأخلاق التي ينبغي أن لا يكون عليه أهل القرآن، مثل التكبر والتعاظم على الناس وعدم العمل بالعلم، والرياء والسمعة، واتباع الهوى، ثم ذكر عاقبة ذلك فقال: «ومن كانت هذه صفته فقد تعرض لسخط مولاه الكريم، وأعظم من ذلك إن أظهر على نفسه شعار الصالحين بتلاوة القرآن؛ وقد ضيع في الباطن ما يجب لله وركب ما نهاه عنه مولاه».

## موضوع الكتاب
الكتاب يهتم بآداب تلاوة القرآن الكريم وقارئه، فكتب فيه الآجري عن فضل حملة القرآن، وفضل من تعلم القرآن، كما تطرق لأخلاقهم الذي هو الموضوع الأساسي للكتاب، فذكر أخلاق أهل القرآن ومن قرأ القرآن، وكذا أخلاق المقرئ.

## محتويات الكتاب
احتوى الكتاب على عدة أبواب موزعة على الموضوعات التالية:
1. باب فضل حملة القرآن، ومنها أنهم أهل الله وخاصته.
2. باب فضل من تعلم القرآن وعلمه.
3. باب فضل الاجتماع في المسجد لدراسة القرآن، ومنها: أن الملائكة تحفهم وتغتشاهم الرحمة ويذكرهم الله فيمن عنده.
4. باب ذكر أخلاق أهل القرآن، ومنها أنهم يعملون به في السر والعلن، ويتأدبون بآداب القرآن الكريم، ويتقون الله جل وعلا باستعمال الورع في مطعمهم ومشربهم وملبسهم ومسكنهم.
5. باب أخلاق من قرأ القرآن لا يريد به الله عز وجل وفيه يورد صفات هذه الطائفة مثل: التكبر والتعاظم على الناس وعدم العمل بالعلم، والرياء والسمعة، واتباع الهوى، ثم ذكر عاقبة ذلك فقال: «ومن كانت هذه صفته فقد تعرض لسخط مولاه الكريم، وأعظم من ذلك إن أظهر على نفسه شعار الصالحين بتلاوة القرآن؛ وقد ضيع في الباطن ما يجب لله وركب ما نهاه عنه مولاه» [1]، ثم روى روايات تدل على كراهة هذه الصفات لأهل القرآن، قال: «واعلموا رحمكم الله أني قد رويت فيما ذكرت أخبارا تدل على ما كرهته لأهل القرآن، فأنا أذكر منها ما حضرني؛ ليكون الناظر في كتابنا ينصح نفسه عند تلاوته للقرآن، ويلزم نفسه الواجب».[1]
6. باب أخلاق المقرئ إذا جلس يقرئ ويلقن لله عز وجل ماذا ينبغي له أن يتخلق به مثل: التواضع، والصدق، والإنصاف، واستقبال القبلة.
7. باب ذكر أخلاق من يقرأ على المقرئ مثل التواضع والصبر والتعلم بقدر الاحتمال وعدم إبداء الضجر.
8. باب أدب القراء عند تلاوتهم القرآن مما لا ينبغي لهم جهله مثل التطهر والسواك، كما ذكر أحكاما تتعلق بالطهارة عند تلاوة القرآن، يقول: «وأحب لمن أراد قراءة القرآن من ليل أو نهار أن يتطهر وأن يستاك وذلك تعظيم للقرآن؛ لأنه يتلو كلام الرب عز وجل...فلا ينبغي لكم يا أهل القرآن أن تباعدوا منكم الملك، استعملوا الأدب، فما منكم من أحد إلا وهو يكره إذا لم يتسوك أن يجالس إخوانه، وأحب أن يكثر القراءة في المصحف لفضل من قرأ في المصحف، ولا ينبغي له أن يحمل المصحف إلا وهو طاهر فإن أحب أن يقرأ في المصحف على غير طهارة فلا بأس ولكن لا يمسه، ولكن يصفح المصحف بشيء، ولا يمسه إلا طاهرا».[2]
9. باب في حسن الصوت بالقرآن وفضل الخشوع والتغني به ومواصفات القارئ حسن الصوت.

## منهجه في الكتاب
1. رتب الكتاب حسب الأبواب.
2. اعتمد الكتاب والسنة واستدل بهما على موضوعاته.
3. اعتمد على بعض آثار التابعين.
4. يبدأ بقوله فيفصل ويذكر، ثم يستدل له أو يذكر آثارا عن الصحابة والتابعين.

## مميزات الكتاب
1. التسلسل المنطقي في عرض المادة العلمية.
2. البساطة والوضوح واللغة السهلة.
3. ميل المؤلف للاختصار والتعقيب بجمل بسيطة في بداية الموضوعات لتكون كلمات جامعة.
4. أنه اعتمد فيه على القرآن الكريم وسنة الرسول محمد صلى الله عليه وسلم وقول الصحابة والعلماء، يقول في ذلك: «جميع ما ذكرته وما سأذكره إن شاء الله بيانه في كتاب الله عز وجل وفي سنة رسوله صلى الله عليه وسلم ومن قول صحابته رضي الله عنهم وسائر العلماء، وسأذكر منه ما حضر لي ذكره إن شاء الله، والله الموفق لذلك».[1]

## طبعات الكتاب
1. طبعة دار الكتب العلمية عام 1424ه، بيروت، لبنان، بتحقيق: محمد عمرو عبد اللطيف، بإشراف المكتب السلفي لتحقيق التراث.
2. طبعة دار عمار، بتحقيق د.غانم قدوري الحمد، وقد طبعه تحت عنوان: «أخلاق حملة القرآن»، عام 1429هـ.